# نوبوهيرو إشيزاكي
نوبوهيرو إشيزاكي (باليابانية: 石﨑 信弘) (14 مارس 1958 في هيروشيما في اليابان – )؛ هو لاعب كرة قدم ياباني سابق كان يلعب كمدافع.

## وصلات خارجية
- نوبوهيرو إشيزاكي على موقع قاعدة بيانات كرة القدم.إي يو (الإنجليزية)
- نوبوهيرو إشيزاكي على موقع Soccerway.com (الإنجليزية)
- نوبوهيرو إشيزاكي على موقع عالم كرة القدم.نت (الإنجليزية)

- J.League Data Site (باليابانية)